# 1. Sinfonie (Glasunow)

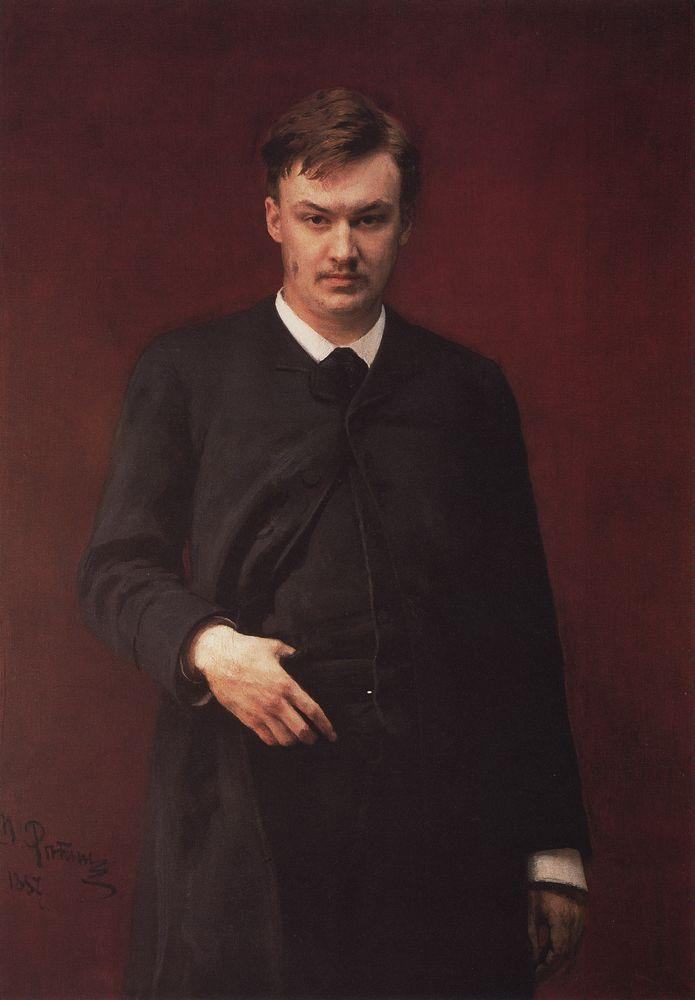
Alexander Glasunow, Gemälde von Ilja Repin, 1887

Seine 1. Sinfonie E-Dur op. 5 vollendete der russische Komponist Alexander Glasunow (1865–1936) im Alter von 16 Jahren. 1882 wurde sie mit großem Erfolg in St. Petersburg unter Leitung von Mili Balakirew uraufgeführt.

## Entstehung
Der junge Alexander Glasunow nahm auf Empfehlung von Mili Balakirew ab Anfang 1880 Kompositionsunterricht bei Nikolai Rimski-Korsakow. Wegen Glasunows eminenter Fortschritte beendete Rimski-Korsakow bereits im Frühjahr 1881 den regulären Unterricht, bot ihm aber weiterhin freundschaftlichen Rat an.
Die Komposition seiner 1. Sinfonie E-Dur op. 5 begann Glasunow während des Unterrichts bei Rimski-Korsakow 1880 als 15-Jähriger. Ein Sommeraufenthalt im Kurort Druskininkai, in dem Menschen vieler slawischer Nationalitäten lebten, regte ihn zu einer „Slawischen Sinfonie“ an. Im Herbst 1881 war das Werk beendet, wobei Balakirew und Rimski-Korsakow Hilfestellungen insbesondere bei der Instrumentation leisteten.

## Uraufführung und Rezeption
Am 17. Märzjul. / 29. März 1882greg. dirigierte Balakirew die Uraufführung des Rimski-Korsakow gewidmeten Werkes im Großen Saal der Philharmonie Sankt Petersburg im Rahmen eines Konzertes der Freien Musikschule, deren Direktor Balakirew war. Der Erfolg war groß und die Reaktionen der Presse und Komponistenkollegen zum Werk des frühreifen Komponisten, der noch das Petersburger Realgymnasium besuchte, einhellig positiv. Der einflussreiche Kunstkritiker Stassow schrieb „Glasunow ist als eine musikalische Urkraft geboren und sofort als junger Samson in die Arena gesprungen“. César Cui bezeichnete die Sinfonie als „herrliches, bemerkenswert talentvolles Werk von ernstestem musikalischem Gehalt“. Es folgten bald weitere Aufführungen. Rimski-Korsakow dirigierte Glasunows 1. Sinfonie im Sommer 1882 auf der Allrussischen Industrie- und Handwerksausstellung in Moskau. 1884 kam es in Anwesenheit von Franz Liszt zu einer Aufführung in Weimar. 1885 dirigierte sie Hans von Bülow wiederum in St. Petersburg.
Bei den Proben zu Glasunows 1. Sinfonie war auch der Industrielle und Musikliebhaber Beljajew zugegen und von dem Werk so angetan, dass er Glasunow künftig intensiv förderte und zahlreiche seiner Werke – darunter auch die 1. Sinfonie – in das Programm des wenige Jahre später gegründeten Musikverlages M. P. Belaieff Aufnahme fanden. Glasunow selbst stellte bei Durchsicht der Partitur anlässlich einer Jubiläumsausgabe 1932, also 50 Jahre nach der Uraufführung, fest: Ich finde keinen Ton zu ändern.

## Werkcharakterisierung
Besetzung: 2 Flöten, 2 Oboen, 2 Klarinetten, 2 Fagotte, 4 Hörner, 2 Trompeten, 3 Posaunen, Tuba, Pauken, Schlagwerk, Streicher (1. Violine, 2. Violine, Viola, Violoncello und Kontrabass).
Satzfolge:
- I. Allegro
- II. Scherzo: Allegro
- III. Adagio
- IV. Finale: Allegro

Die Spieldauer beträgt etwa 35 Minuten.
Die Sinfonie weist – bei vor allem in der Instrumentation noch spürbarem Einfluss Rimski-Korsakows – in ihrer farbigen Harmonik, Art der Themenbildung und formalen Klarheit bereits wesentliche Eigenschaften der späteren Sinfonien Glasunows auf. Die Verwendung von jeweils einem polnischen Thema („Thème polonais“) im 2. und 4. Satz trugen der Sinfonie den zuweilen verwendeten Beinamen „Slawische Sinfonie“ ein.